# 高明 (明)
高 明（こう めい、1422年 - 1485年）は、明代の官僚。字は上達。本貫は広信府貴渓県。

## 生涯
1422年（永楽20年）11月25日、高吉昌と鄒氏のあいだの子として生まれた。幼いころ母が病にかかると、高明は自らの腿肉を割いて母のための薬とし、孝行で知られた。1451年（景泰2年）、進士に及第し、山東道監察御史に任じられた。内苑で龍舟が造られると聞いて、強く諫言した。大臣に陥れられた指揮がいて、死刑を論告されると、高明はこれを弁護して釈放させた。徐州の民に役人を朝廷に訴えた者がいた。当時の例では、越訴は辺境に兵士として流されることになっていた。高明は「辺境への流刑を規定しているのは、誣告を防ぐためである。今回の訴えは誣告ではないので、刑は杖罰にとどめるべきである」といった。民間に妖しい説を流布する者がいて、官吏が功績を貪ろうと、反乱を計画していると誣告した。高明が調査して反乱計画に実体がないことが判明すると、妖言律を適用するにとどめた。
高明は河南巡撫をつとめ、属吏60人を降格させた。さらに直隷巡按をつとめ、諸道の上奏文をまとめて朝廷に届けた。1458年（天順2年）、高明は御史たちとともに兵部尚書の陳汝言を弾劾し、獄に下した。1460年（天順4年）、御史の趙明らが天下の朝見を受ける官を弾劾して、英宗の怒りに触れ、上奏文を起草した首謀者の名を問いただした。人々は恐れて口をつぐんだが、高明はひとり自分が書いたと認めた。都御史の寇深が「連年出されている上奏文は、全て高明の手になるものです。細かい理由で罪を加えることがなければ幸いです」と言上した。英宗は意を理解して、かえって高明の才能を称えた。石亨が処刑されると、その僮僕はみな収監された。高明が連座を広げることに反対したことから、連座を免れた者は100人を数えた。高明は大理寺丞に抜擢された。
1464年（天順8年）5月、高明は南京右僉都御史に任じられた。春夏に長雨が続いたため、高明は天意を改めるために人事を修めるよう請願した。ときに馬を監に納入する者が1万人あまりに達したが、高明は馬の優劣を区別させるよう請願した。郎中の孫瓊・陳鴻漸・梅倫・何宜や主事の宋瑛を推薦してかれらの抜擢を求めた。
1467年（成化3年）、揚州府で塩商の乱が起こり、守兵が敗れると、高明はこの反乱を討つよう命じられた。巨艦を建造し、名づけて「籌亭」といった。江上を往来して督戦し、長江沿岸に邏堡を置いて偵察させた。反乱者は隠れるところがなくなって、平定された。宦官が私塩を密売していたため、高明は法によってこれを没収した。利害十数事を上書して、その意見の多くは施行された。南京右僉都御史の任に復帰した。1471年（成化7年）、老齢の親を養うため、辞職して帰郷した。
1478年（成化14年）、高明は福建巡撫として起用され、兵を率いて上杭県の反乱を討った。首謀者を捕らえて処刑すると、残りの者はみな一死を減じて辺境に兵士として流した。上杭県の地は江西・広東に接していて、盗賊が集まりやすいことから、分割して永定県を置くよう請願した。病のため、辞職して帰郷した。1485年（成化21年）9月19日、家で病没した。享年は64。